# Wiślica
Wiślica es un pueblo polaco, ubicado en la parte sur del voivodato de Santa Cruz (województwo świętokrzyskie), a orillas del río Nida (afluente de Vistula), en el distrito Busko-Zdrój. 
Una ciudad rica e importante en la Edad Mediad, Wiślica cuenta hoy con una población de aproximadamente 700 habitantes.

Escudo de Wiślica.

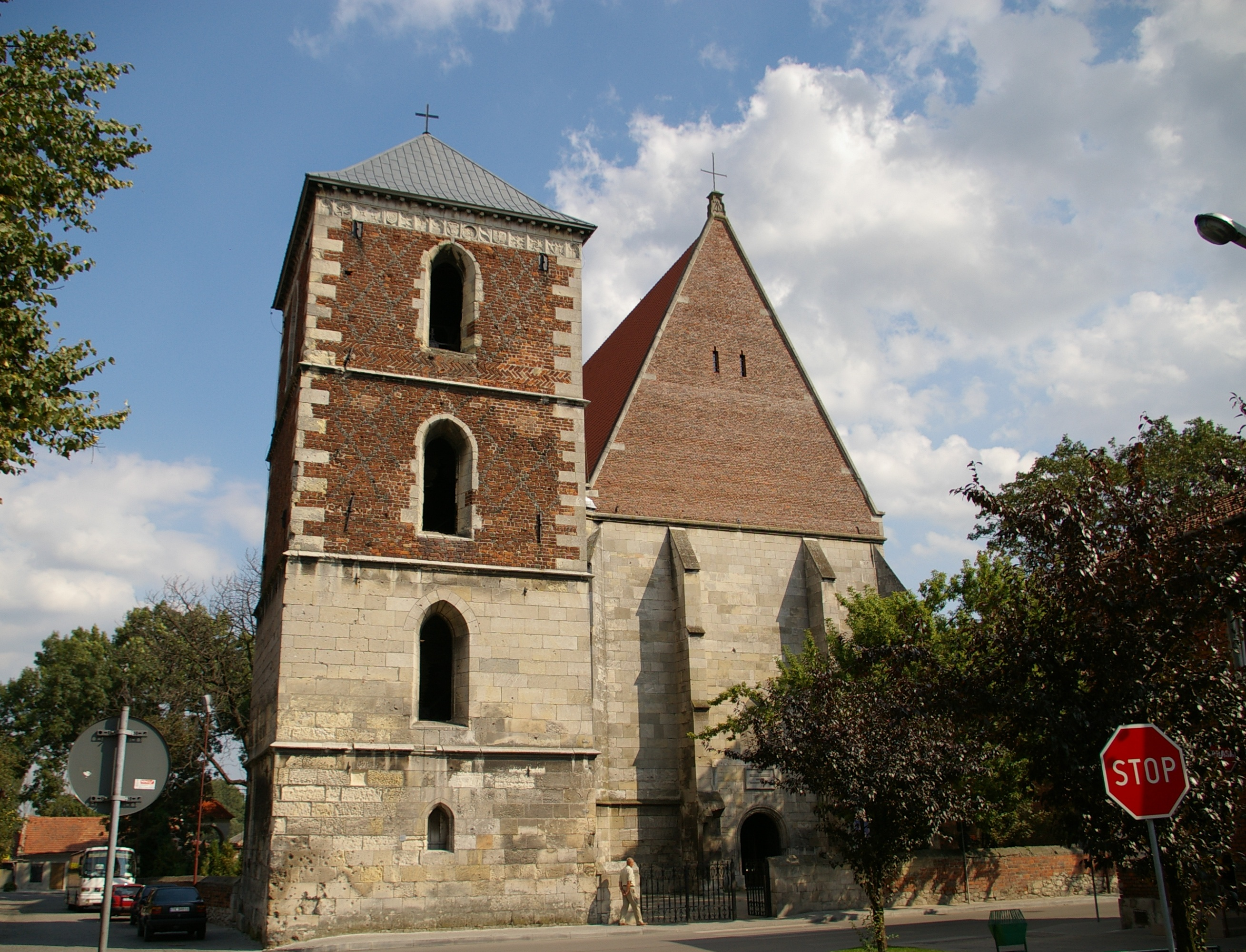
Basílica de Wiślica con el campanario.

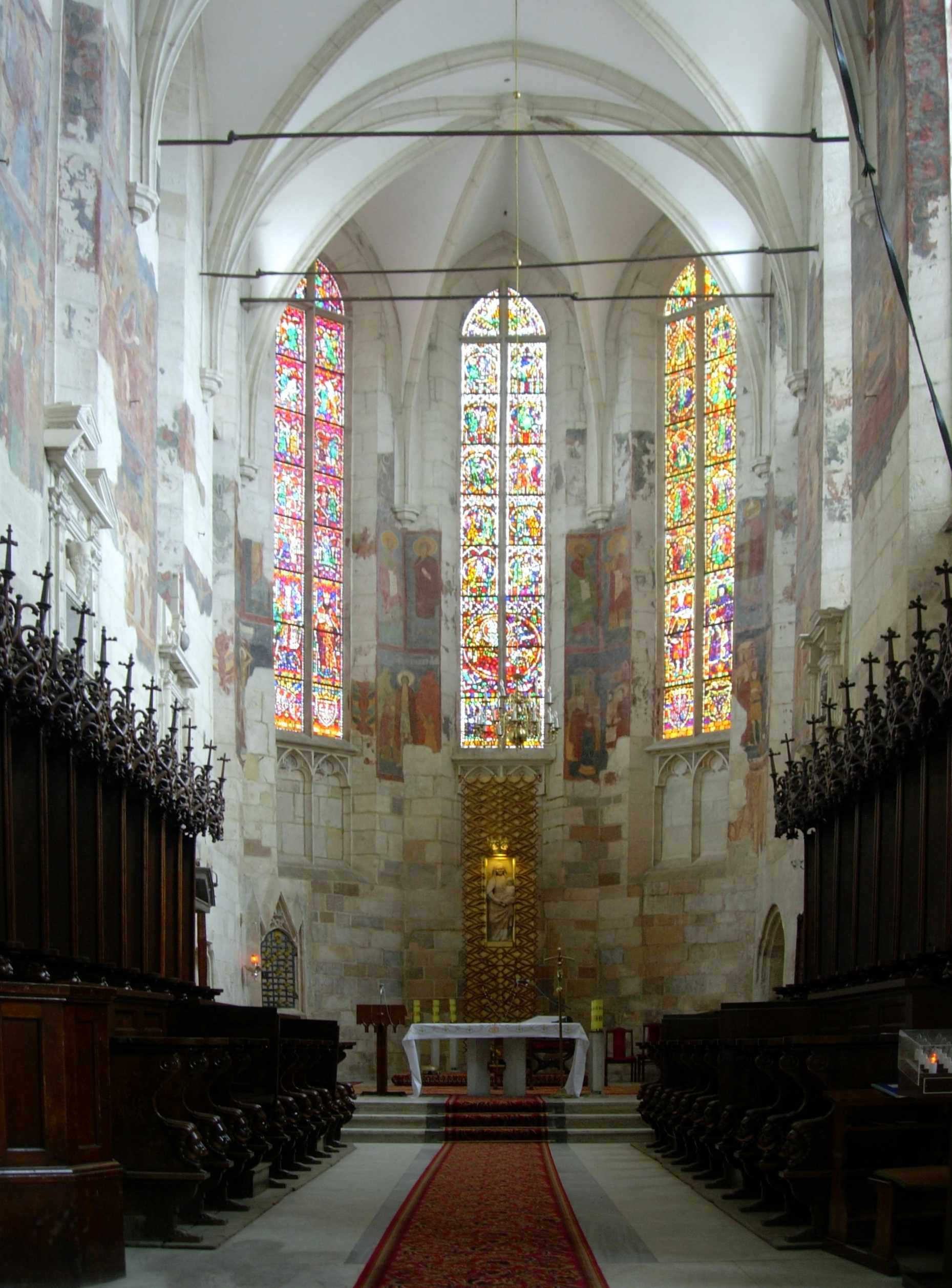
El presbiterio de la Basílica.

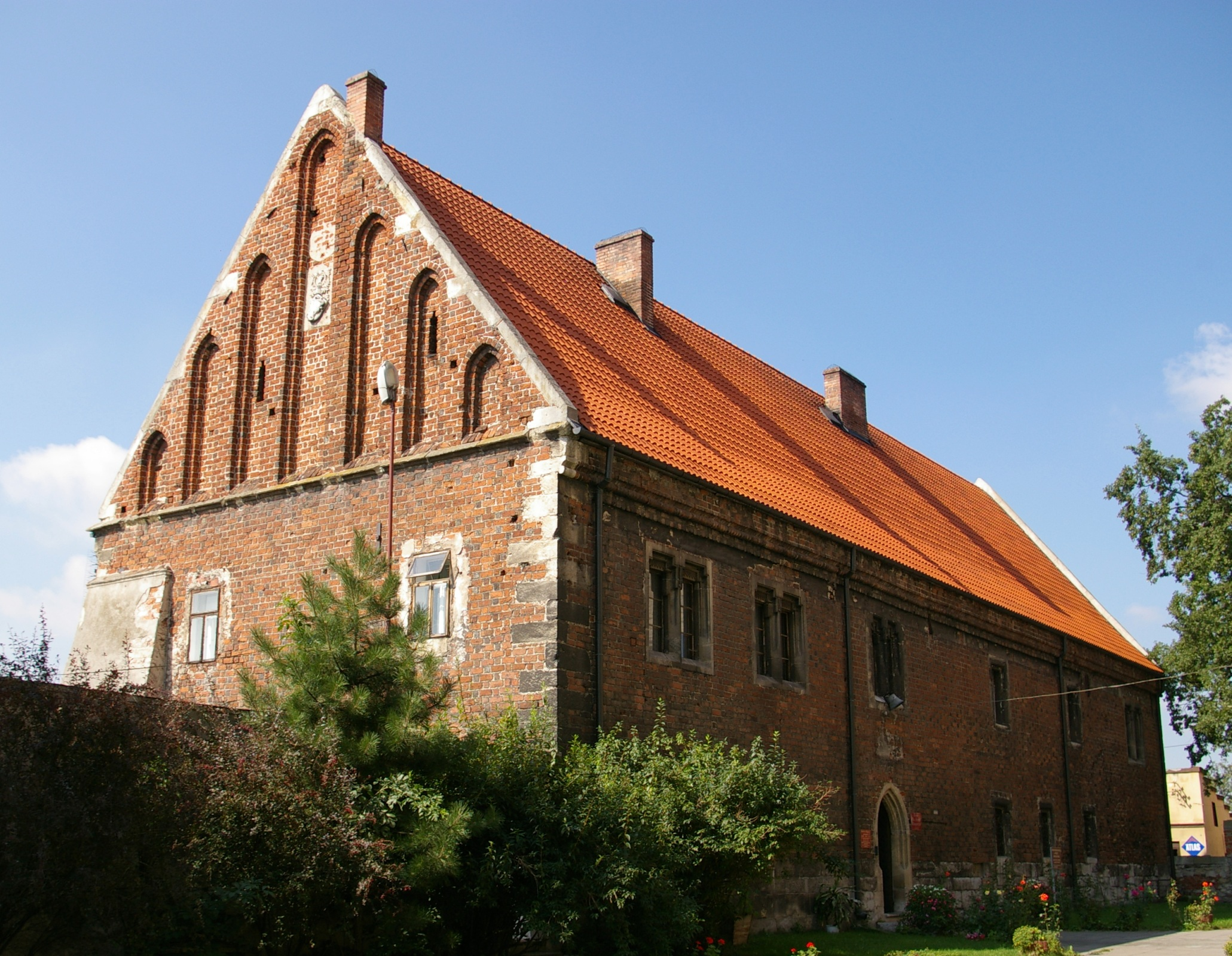
la Casa Długosz.

Wiślica existe probablemente desde el siglo IX, cuando es uno de los mayores poblados del estado de Vislanos (Wiślanie), una tribu eslava que tiene su capital en Cracovia . En el siglo X, Wiślica es ocupada por la dinastía Piast, la primera dinastía polaca. En 1135 los Cumanos y en 1241 los Tártaros saquean y destruyen la ciudad.
En 1347 el rey Casimiro III el Grande publica aquí los Estatutos de Wiślica, la primera codificación del derecho consuetudinario. En el siglo XV, el famoso cronista polaco Jan Długosz es el canónigo de Wiślica y se ocupa aquí de la educación de los hijos del rey Casimiro IV Jagellón. 
El período de prosperidad de Wiślica que tiene su apogeo en el siglo XVI, se acaba en el siglo siguiente. Es en 1657, durante la guerra contra Suecia (El Diluvio sueco) cuando Wiślica es destruida por el ejército de Jorge Rákóczi II, Príncipe de Transilvania. En 1869, después del fracaso de la Insurrección de enero de 1863, Wiślica pierde el carácter de una ciudad.

Los monumentos más importantes de Wiślica son: 
la iglesia gótica del nacimiento de Santa María (con el título de Basílica Menor) 
de 1350 con un campanario del siglo XV; las ruinas de la Iglesia de San Nicolás del siglo X; La Casa de Długosz (Dom Długosza), un edificio gótico de 1460; las ruinas de un poblado militar (gród) del siglo X-XI.
- Wikimedia Commons alberga una galería multimedia sobre Wiślica.